# Zwitsers grondwettelijk referendum 1872

Het Zwitsers grondwettelijk referendum van 1872 vond plaats in Zwitserland op 12 mei 1872. De nieuwe, volledig herziene Zwitserse Grondwet werd door een meerderheid van de bevolking en de kantons afgekeurd.

## Achtergrond
De goedkeuring van de nieuwe Zwitserse Grondwet van 1872 was onderworpen aan een dubbele meerderheid. Zowel de bevolking als de kantons dienden immers de Grondwet aan te nemen. De beslissing van een kanton was gebaseerd op de beslissing van meerderheid de kiezers in dat kanton. Hele kantons hebben daarin één stem, halfkantons slechts een halve. Een meerderheid van 50,5% van de bevolking en 13 van de kantons stemden tegen de nieuwe Zwitserse Grondwet. Twee jaar later, in het Zwitsers grondwettelijk referendum van 1874, zou de nieuwe Grondwet wel een meerderheid weten te behalen.

## Resultaat
| Keuze           | Bevolking | Bevolking | Kantons | Kantons | Kantons |
| Keuze           | Stemmen   | %         | Vol     | Half    | Totaal  |
| --------------- | --------- | --------- | ------- | ------- | ------- |
| Voor            | 255.609   | 49,5      | 8       | 2       | 9       |
| Tegen           | 260.859   | 50,5      | 11      | 4       | 13      |
| Ongeldig/blanco |           | –         | –       | –       | –       |
| Totaal          | 516.468   | 100       | 19      | 6       | 22      |